# Bárcena de Cicero
Bárcena de Cicero település Spanyolországban, Kantábria autonóm közösségben. Bárcena de Cicero Hazas de Cesto, Escalante, Laredo, Colindres és Voto községekkel határos. Lakosainak száma 4741 fő (2024).

## Népesség
A település népessége az elmúlt években az alábbi módon változott:
| Lakosok száma | 2411 | 2793 | 3407 | 3784 | 4118 | 4080 | 4132 | 4246 | 4503 | 4741 |
|               | 2001 | 2004 | 2007 | 2009 | 2012 | 2014 | 2017 | 2019 | 2022 | 2024 |